# Andreï Roudenski
Andreï Viktorovitch Roudenski (en russe : Андрей Викторович Руденский), né le 26 janvier 1959 à Sverdlovsk (Union soviétique), est un acteur de cinéma et de théâtre soviétique et russe.

## Biographie
Andrei Roudenski naît dans une famille de militaires à Sverdlovsk (aujourd'hui Ekaterinbourg, Russie), en SFSR de Russie (Union soviétique).
Il est diplômé en production de laminage de l'École polytechnique de Sverdlovsk, puis il étudie à l'Académie d'État d'architecture et des arts de l'Oural. En 1984, il est diplômé de l'école supérieure de théâtre Mikhaïl Chtchepkine (cours de Viktor Korchounov (ru)). De 1993 à 2001, il joue dans la compagnie du Nouveau Théâtre dramatique de Moscou.

## Filmographie partielle

### Au cinéma
- 2000 : Empire under Attack (en) : Pyotr Stoedzinsky
- 2006 : Wolfhound, l'ultime guerrier : Tilorn
- 2018 : Le Gardien des mondes : père de Kirill

### À la télévision
- 1987 : La Vie de Klim Samguine de Viktor Titov : Klim Ivanovich Samguine
- 2005 : Yesenin (en) (sur Sergueï Essénine) : Alexander Blok
- 2006 : Le Don paisible (Тихий Дон) de Sergueï Bondartchouk : Evgeni Listnitski (série télévisée en sept épisodes)